# 神ノ川乗越

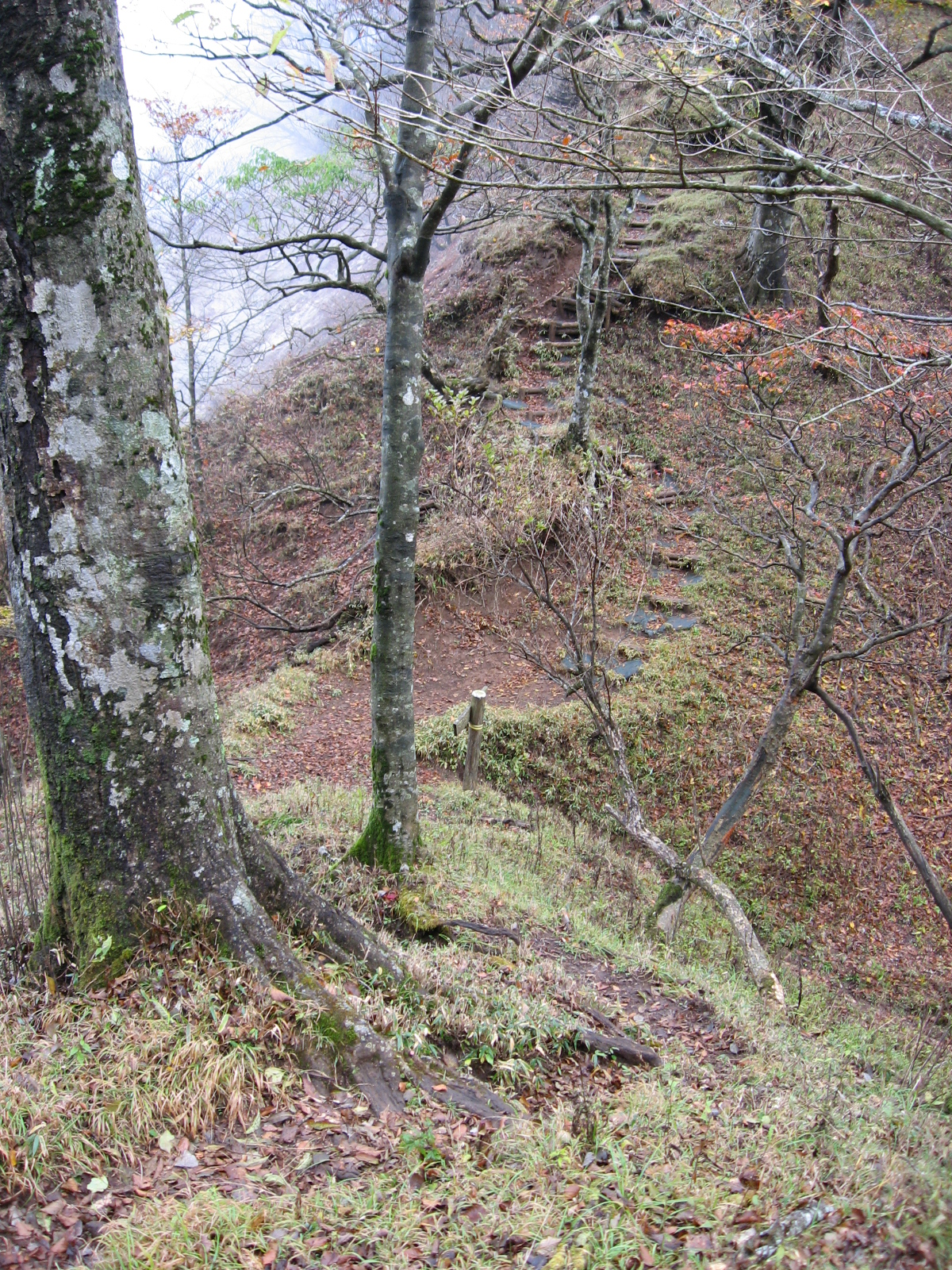
檜洞丸側から撮影

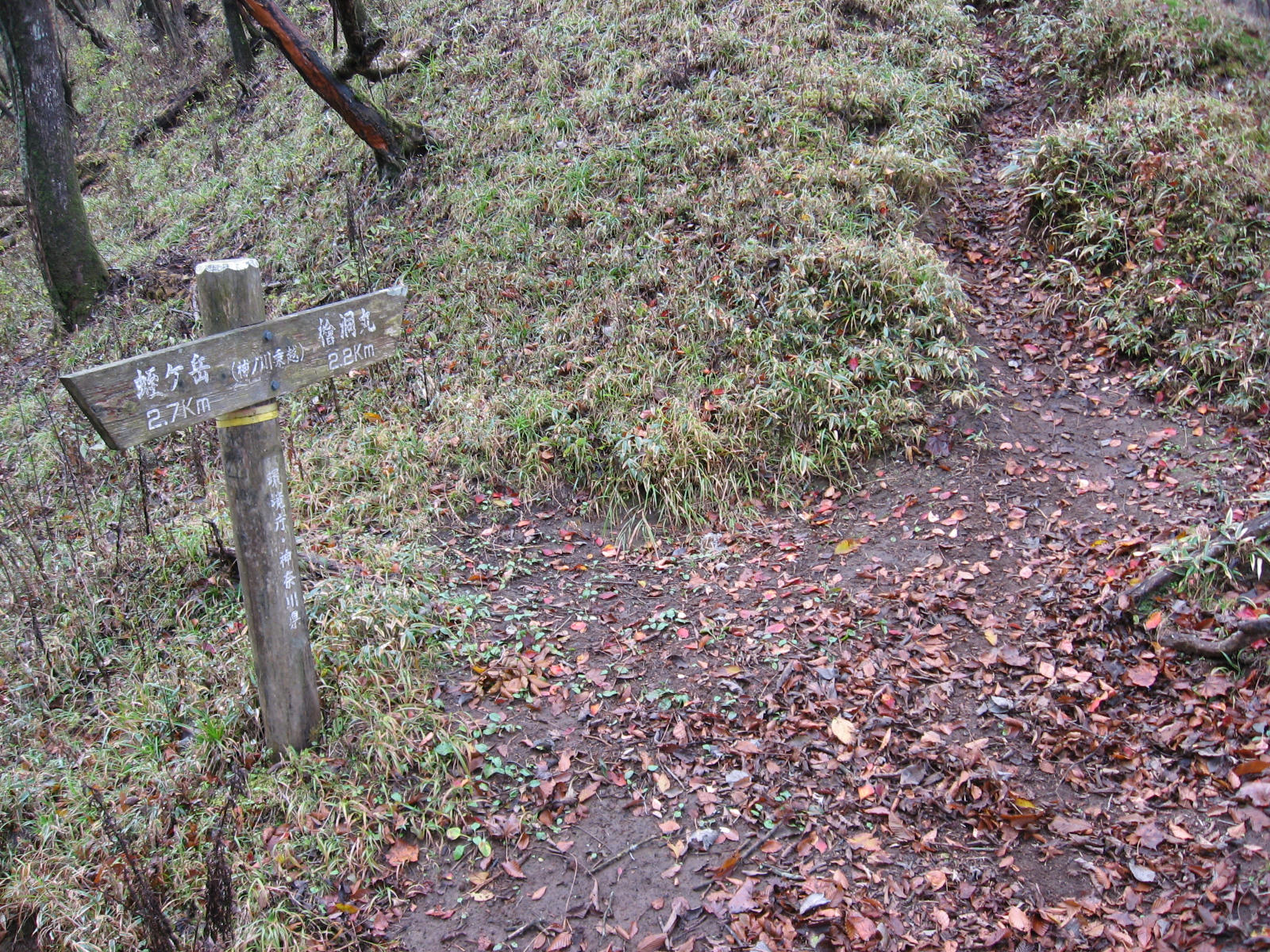
手前臼ヶ岳・蛭ヶ岳方面、奥檜洞丸方面。

神ノ川乗越（かんのがわのっこし）は、丹沢主稜の檜洞丸から臼ヶ岳間の登山道上にある海抜1,250m程の峠である。

## 周辺の山など
- 金山谷乗越
- 檜洞丸
- 臼ヶ岳